# Jim Jordan (actor)

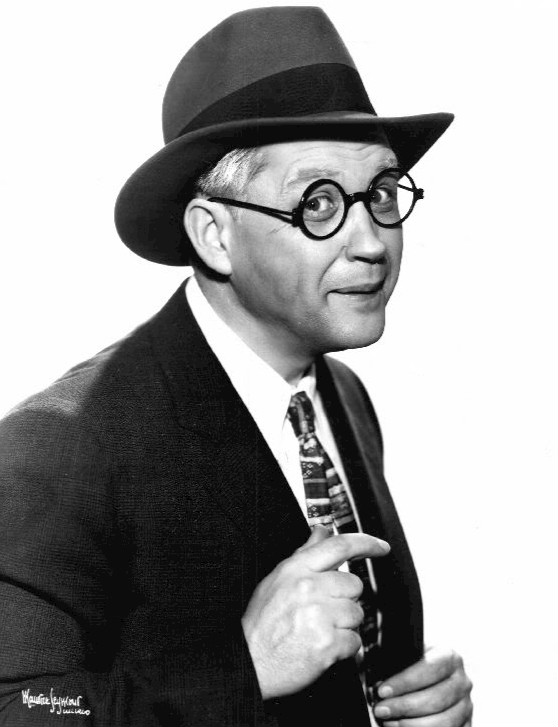
Jim Jordan como Fibber McGee

Jim Jordan (16 de noviembre de 1896 – 1 de abril de 1988) fue un actor radiofónico y actor de voz de nacionalidad estadounidense, conocido por interpretar a Fibber McGee en Fibber McGee and Molly, así como por dar voz al albatros Orville en la película de The Walt Disney Company The Rescuers (1977).

## Biografía
Su nombre completo era James Edward Jordan, y nació en una granja de Illinois, cerca de Peoria. Estudió en la Iglesia de St. John, en Peoria, yendo finalmente a vivir la familia a esa población tras vender la granja.  
Jordan conoció en a su futura esposa, Marian Driscoll Jordan, formando parte del coro de la iglesia. Ambos se casaron el 31 de agosto de 1918.
En sus inicios Jim Jordan actuaba en el circuito de vodevil con un número en solitario, aunque después trabajó junto a Marian en diversas ocasiones hasta 1924. En 1923 la pareja no tenía dinero, por lo que sus padres hubieron de mandarles dinero para que pudieran volver a Peoria desde Lincoln (Illinois).
Jim y Marian Jordan consiguieron su gran oportunidad en la radio mientras actuaban en Chicago en 1924. Fueron contratados para actuar durante 26 semanas bajo el nombre de The O'Henry Twins, y con patrocinio de las chocolatinas Oh Henry!.
Marian Jordan falleció en abril de 1961 a causa de un cáncer.: 252   Jim Jordan volvió a casarse en 1962, con Gretchen Stewart (1909-1998). La pareja permaneció unida hasta la muerte de él. Tras fallecer Marian, Jordan estuvo semirretirado.
Jim Jordan falleció en 1988, a los 91 años de edad, en el Beverly Hills Medical Center, a causa de una embolia cerebral producida tras sufrir una caída en su domicilio. Fue enterrado junto a Marian Jordan en el Cementerio de Holy Cross, en Culver City.